# Valentin Lebedev
Valentin Vitalievici Lebedev (în rusă Валентин Витальевич Лебедев; n. 14 aprilie 1942, Moscova, RSFS Rusă, URSS) este un cosmonaut sovietic care a făcut două zboruri în spațiu. Șederea sa la bordul Stației Spațiale Saliut 7 cu Anatoli Berezovoi în 1982, care a durat 211 de zile, a fost înregistrată în Cartea Recordurilor Guinness.
Din 1989, Lebedev s-a dedicat lucrărilor științifice. În 1991 a demarat Centrul Științific de Geoinformație al Academiei de Științe din Rusia. El continuă ca director al Centrului până în zilele noastre.
Valentin Lebedev este membru corespondent al Academiei de Științe din Rusia, profesor și om de știință al Federației Ruse.